# Los dioses deben estar locos
Los dioses deben estar locos (The Gods Must Be Crazy) es una película de comedia cinematográfica escrita y dirigida por Jamie Uys en 1980. Filmada con bajo presupuesto y enteramente en Botsuana, la película tuvo éxito y fue seguida de cuatro secuelas, tres de las cuales fueron filmadas en Hong Kong.

## Argumento
Xi, su familia y su tribu de bosquimanos viven felizmente en el desierto del Kalahari. Un día, una botella de vidrio clásica de Coca-Cola cae desde una avioneta que sobrevolaba el lugar. Inicialmente, la tribu de Xi cree que este extraño artefacto es otro "regalo" de los dioses y le dan múltiples usos. A diferencia de lo que poseían antes, esta vez hay una sola botella y deben compartirla. Esto comienza a causar conflictos entre la tribu y Xi toma una decisión: anuncia a los ancianos que hará un viaje hacia el fin de la Tierra para deshacerse de la botella, a la cual han llamado "la cosa maligna".
A medida que avanza en su travesía, Xi encuentra una diversidad de personas, tales como el torpe naturalista Andrew Steyn, quien estudia los animales de la zona para completar su tesis de doctorado; Kate Thompson, la nueva profesora de la escuela del poblado; una banda de guerrilleros liderada por Sam Boga, la cual está siendo perseguida por las tropas del gobierno tras cometer un atentado terrorista; un guía turístico de un safari llamado Jack Hind; y el asistente de Andrew Steyn y también mecánico, M'pudi.
Cuando Xi, hambriento, va pasando por un campo, le dispara a una cabra con una flecha tranquilizante, pero es capturado y encarcelado, ya que las cabras tenían un dueño. M'pudi, quien vivió con los bosquimanos en el pasado y aún habla el idioma de Xi, concluye que Xi morirá si lo mantienen en prisión. Es así que M'pudi y Andrew deciden emplearlo como experto ecológico durante el resto del tiempo que dura su condena. Mientras tanto, los guerrilleros de Sam Boga invaden la escuela donde trabaja Kate y la toman a ella y sus alumnos como rehenes, con el fin de huir al país vecino.
Andrew, M'pudi y Xi, mientras observan la vida silvestre del lugar, descubren que su zona de trabajo será ocupada por los terroristas en su huida. Planean inmovilizar a los guerrilleros cuando vayan pasando y así salvar a Kate y sus alumnos. Sin embargo, aparece Jack Hind y rescata a Kate, tomando para sí el crédito de la hazaña, haciendo que Andrew nuevamente quede en ridículo ante la maestra. Cuando el período de la condena de Xi termina, Andrew le agradece y le paga por sus servicios para que continúe con su travesía. Cuando Andrew habla con Kate sobre su dificultad para relacionarse con las mujeres, Kate lo acepta y lo besa.
Xi, finalmente, llega a la cumbre de un alto escarpado cubierto por nubes en su parte inferior. Creyendo que ha llegado al fin de la Tierra, arroja la botella al vacío y regresa con su tribu.

## Elenco
- N!xau como Xi
- Marius Weyers como Andrew Steyn
- Sandra Prinsloo como Kate Thompson
- Louw Verwey como Sam Boga
- Michael Thys como Mpudi
- Nic De Jager como Jack Hind
- Fanyana H. Sidumo como "Card 1"
- Joe Seakatsie como "Card 2"
- Brian O'Shaughnessy como Señor Thompson
- Vera Blacker como Señora Thompson
- Ken Gampu como Presidente
- Paddy O'Byrne como Narrador (voz)
- Jamie Uys como El Reverendo

## Recepción
A pesar de ser un film de bajo presupuesto, Jamie Uys logró darle consistencia al argumento con un humor simple, espontáneo y circunstancial, logrando el éxito de taquilla. El film tuvo otras cuatro secuelas: The Gods Must Be Crazy II (1989). Crazy Safari (1991), Crazy Hong Kong (1993) y por último, The Gods Must Be Funny in China (1994). Las tres películas finales de la serie son producciones de bajo perfil en la recaudación e igualmente filmadas con un presupuesto limitado. Fueron realizadas en Hong Kong, con historias desarrolladas en esa región administrativa especial y presentadas en idioma cantonés; sin embargo mantienen la esencia cómica de las dos originales sudafricanas y comparten a su mismo protagonista, Xi (N!xau).
The Gods Must Be Crazy fue estrenada en su natal Sudáfrica en 1980 por Ster Kinekor Pictures; pronto se convirtió en todo un récord de taquilla en ese país. Para la versión que se proyectó fuera de Sudáfrica, el diálogo del idioma original afrikáans fue doblado al inglés, mientras que la voz en off tuvo líneas en lenguas juǀʼhoan (variedad dialectal del !kung) y setsuana.
Para mediados de noviembre de 1986, The Gods Must Be Crazy fue lanzada en videocassette en Estados Unidos por CBS/Fox a través de su filial Playhouse Video.
La crítica también favoreció con buenos resultados la película. En la página web de críticas cinematográficas Rotten Tomatoes la película tiene una aprobación del 85% y una puntuación general de 7.4/10. En Metacritic la película alcanzó una aprobación de 73/100, con reseñas generalmente buenas. 
Además, Roger Ebert, del diario Chicago Sun-Times, dio a la cinta 3/4 estrellas, concluyendo que "puede parecer fácil hacer un montaje sobre situaciones desastrosas que ocurren en el desierto, pero es más difícil crear una interacción divertida entre la madre naturaleza y la naturaleza humana. Esta película es un pequeño tesoro". 
Sin embargo, otros críticos como Vincent Canby, del periódico The New York Times, concluyeron que la película tenía éxito en su función cómica, pero dejaba a un lado el tema del apartheid sudafricano y guardaba silencio sobre el sufrimiento que trajo este periodo al país.

## Secuelas
El 13 de abril de 1990 se lanzó Los dioses deben estar locos II en Estados Unidos. Fue producida por Weintraub Entertainment Group y distribuida por Columbia Pictures en Estados Unidos, mientras que en el resto del mundo fue distribuida por Twenty Century Fox. También fue dirigida por Jamie Uys. La película tenía una duración de 98 minutos y fue filmada en Sudáfrica y Botsuana.